# Jean-Marie Luton
Pour les articles homonymes, voir Luton.
Jean-Marie Luton, né le 4 août 1942 à Chamalières et mort le 16 avril 2020 à Paris, est un ingénieur et scientifique français diplômé de l'École polytechnique, qui a fait l'ensemble de sa carrière dans le secteur spatial. 
Il fut notamment directeur général de l'Agence spatiale européenne et d'Arianespace.

## Biographie

### Origines et formation
Jean-Marie Luton naît à Chamalières le 4 août 1942. Il est issu d'une lignée de médecins. 
Il rejoint l'École polytechnique en 1961, dont il sort diplômé en 1963.  

### Carrière
Jean-Marie Luton rejoint le service aéronomie du CNRS en 1964. Il y participe à plusieurs expériences à bord de satellites.
Il commence sa carrière de "négociateur de l'espace" en 1971, en étant nommé conseiller spécial de recherche au Centre national d'études spatiales (CNES) où il est détaché auprès du ministère de développement industriel et scientifique, pour participer aux négociations européennes qui ont mené à la création de l'Agence spatiale européenne.
En 1974, Jean-Marie Luton rejoint le Centre national d'études spatiales (CNES).
En 1978, il devient directeur du programme au CNES. Il devient, un peu plus tard, président du Comité administratif et financier, ainsi que représentant du CNES au sein du conseil d'administration d'Arianespace.
En 1987, il rejoint la société Aérospatiale en tant que directeur des programmes spatiaux au sein de la division Systèmes Stratégiques et Spatiaux.
En 1989, il est nommé directeur général du CNES, puis l'année suivante directeur général de l'Agence spatiale européenne,.
En 1997, Jean-Marie Luton est nommé président-directeur général d'Arianespace. Il occupe cette fonction pendant dix ans. En 2002, il est nommé président du conseil d'administration de la société. Il y mène notamment avec succès le programme Ariane 5.
En 2001, Jean-Marie Luton est le parrain d'une promotion de l'École de guerre économique.
Il meurt le 16 avril 2020 à l'âge de 77 ans. La Ministre de l'Enseignement supérieur, de la Recherche et de l'Innovation Frédérique Vidal salue sa mémoire en rappelant qu'il "a contribué à construire la place de leader de la France et de l'Europe dans l'espace".

## Distinctions
- Officier de la Légion d'honneur[2],[10]
- Commandeur de l'ordre national du Mérite[3],[11]. Officier du 18 décembre 1989[12].
- Membre de l'Académie internationale d'astronautique[2]
- Membre de l'Association aéronautique et astronautique de France, qui lui a décerné son Prix d'astronautique en 1985[3].